# HaeIII
HaeIII – endonukleaza wyizolowana po raz pierwszy ze szczepu Haemophilus aegyptius, o masie cząsteczkowej 37 126 Da, wykazująca aktywność star.
W biologii molekularnej enzym HaeIII jest używany jako restrykcyjny. Przy cięciu DNA tnie on obie nici w dokładnie przeciwległych miejscach i tworzy końce tępe (czyli nie końce lepkie). Sekwencją rozpoznawaną i ciętą przez enzym jest sekwencja palindromowa 5'-GG▼CC-3' (nić komplementarna 3'-CC▲GG-5'). Metylacja drugiej guaniny w sekwencji (GGm5CC) chroni DNA przed cięciem, natomiast efektu tego nie ma metylacja cytozyny (GGCm5C).
Enzym ten został w pełni zsekwencjonowany; znana jest także jego struktura krystaliczna.